# Stafford Repp
Stafford Alois Repp, conhecido pelo nome artístico Stafford Repp (São Francisco, 26 de abril de 1918 — Inglewood, 5 de novembro de 1974) foi um ator americano. Famoso por ter interpretado o Chefe O' Hara em Batman, de 1966.

## História
Stafford Repp, nasceu em São Francisco em 26 de abril de 1918, filho de Ronald Damyan Repp (1856-1933) e Stephanie Rose Repp (1900-1950). 
Começou a atuar num teatro de Califórnia aos 23 anos de idade.
De 1939 a 1944, participou de um reality show chamado, Rogue of the Mount, interpretando Ericsson Dnook.
Entre 1966 a 1968, interpretou o Chefe O'Hara em Batman.
Sua última atuação de sua vida foi em The Califórnios, interpretando Tomás Hara, 1969.

## Morte
Stafford Repp faleceu de um infarto, em 5 de novembro de 1974, aos 56 anos. Ele era casado e deixa uma viúva, cinco filhos, dois netos e uma irmã.